# Samsung Galaxy A04
O Samsung Galaxy A04 é uma série de smartphones Android fabricado pela Samsung Electronics. O primeiro modelo foi anunciado em 24 de agosto de 2022.

## Especificações
O Samsung Galaxy A04 é equipado com uma tela sensível ao toque capacitiva PLS LCD de 6,5 polegadas com resolução de 720 x 1600 (~270 ppi). O telefone em si mede 164,4 x 76,3 x 9,1 mm (6,47 x 3,00 x 0,36 polegadas) e pesa 192 gramas (6,77 oz). O A04 é construído com uma frente de vidro e uma parte traseira e estrutura de plástico. Este dispositivo é equipado com o SoC MediaTek Helio P35 (14 nm) com CPU Octa-core (4x2,3 GHz Cortex-A53 e 4x1,8 GHz Cortex-A53) e uma GPU PowerVR GE8320. O telefone pode ter 32 GB, 64 ou 128 GB de armazenamento interno, bem como 4, 6 ou 8 GB de RAM. O armazenamento interno pode ser expandido através de um cartão Micro SD de até 512 GB. O telefone também inclui um conector de fone de ouvido de 3,5 mm. Possui bateria de íons de lítio não removível de 5000mAh.

#### Camera
O Samsung Galaxy A04 tem uma configuração de câmara dupla disposta verticalmente no lado esquerdo da parte de trás do telefone, juntamente com o flash. A câmara principal é uma lente grande angular de 50MP e a segunda é um sensor de profundidade de 2MP. A câmara principal pode gravar vídeo a 1080p@30fps. Uma única câmara frontal de 5 MP está presente num entalhe.

### Software
O Samsung Galaxy A04 vem com One UI Core sobre Android 12, atualizável para Android 14 e One UI 6.1.